# Noro Morales
Noro Morales (Puerta de Tierra, 1911. január 4. – San Juan, 1964. január 16.)  Puerto Ricó-i zongorista, zenekarvezető.

## Pályakép
Norberto Morales zenész családban nőtt fel. Már gyerekkorában több hangszer használatát elsajátította, köztük a harsonáét, a nagybőgőét is − a zongora mellett.
1924-30 között Venezuelában játszott, majd visszatért Puerto Ricóba Rafael Muñoz együttesében játszani. 1935-ben New Yorkba költözött. Itt először Alberto Socarrasszal és Augusto Cohennel játszott. 1939-ben testvéreivel összeállították a Brothers Morales Orchestrát. 1942-ben kiadta a „Serenata Ritmica” lemezét a Decca Records, amivel befutott a rumba és a mambo divatjának köszönhetően. Zenekara az 1940-es években New Yorkban Machito-val is vetekedett a népszerűségében.
Az 1940-es években a zenekara a Havanna Madrid mulató éjszakai klubjában játszott. 1952-es Mambo with Noro 10 című albuma mérföldkő volt a latin zenében, Puerto Rico hatását mutatja az akkori mamboban.
1960-ban Morales visszatért Puerto Ricóba és dolgozott együtt Tito Rodríguezzel, José Luis Moneróval, Chano Pozóval, Willie Rosarioval és Tito Puente-vel is. Morales zenekarában is nagy nevek játszottak (Ray Santos, Jorge López, Rafí Carrero, Juancito Torres, Pin Madera, Ralph Kemp, Pepito Morales, Carlos Medina, Lidio Fuentes, Simón Madera, Ana Carrero, Pellin Rodriguez és Avilés).
Mint testvérei, Morales maga is cukorbetegségben szenvedett. Az 1960-as évek elejére súlyosan elhízott és szinte teljesen megvakult. 1964-ben halt meg 53 évesen.

## Albumok
- Rumbas and mambo with Noro Morales
- Noro Morales, his piano and rhythm
- Serenata rítmica con Noro Morales Orchestra
- Walter Winchell Rumba
- Mi guajira
- Tea for two
- 110th Street and 5th avenue
- Up and down mambo
- Rumbambola
- Lo casaron
- Doña Ramona
- El negrito del batey
- Not too fast
- Compadre Pedro Juan
- Can't help it
- Tropical merengue
- Siren
- Semilo
- The twins
- Juan Gomero
- Tomo, que tomo y tomo

## Fordítás
Ez a szócikk részben vagy egészben  a   Noro Morales című angol Wikipédia-szócikk ezen változatának fordításán alapul.  Az eredeti cikk szerkesztőit annak laptörténete sorolja fel. Ez a jelzés csupán a megfogalmazás eredetét és a szerzői jogokat jelzi, nem szolgál a cikkben szereplő információk forrásmegjelöléseként.